# A Szerelem-sziget, a Fejes-völgy és a Veszprémvölgy
A Veszprémvölgy és a Szerelem-sziget Veszprém egyik legszebb része. Természetes vízparti élővilágával, majd ezeréves történelmi múltjával a város egyik legkedveltebb helye. A környéken van két nevezetesség is: a vár és az állatkert. A területen két Árpád-kori műemlék is van: a Veszprémvölgyi apácakolostor és a Margit-romok. Felette fut a műemlék jellegű Szent István völgyhíd. A közpark és az út fontos és közkedvelt a helyiek és a turisták körében is. Területén van a jezsuita kolostor, amit sosem szenteltek fel, és amelyben kiállításokat, koncerteket rendeznek. A területén sok játszótér és egy vízi labirintus is található. Esetenként problémát jelent, hogy a terület nagyon vizes, mert a környező hegyekről több víz jön le, mint amit a patak el tud szállítani.

## Nyugati kapu
Veszprém nyugati széle a Veszprémvölgy (vagy Betekints-völgy) és a Fejes-völgy. A két völgy közé van "V" alakban beékelődve a Benedek-hegy, ami közterület. A délnyugati völgy oldalát képező Gulya-domb sziklás szegélyén található kilátóból gyönyörű kilátás nyílik a völgyekre. Habár helyileg ugyanott találhatók, történelmük, földrajzi adottságaik különbözők.

## Veszprémvölgy

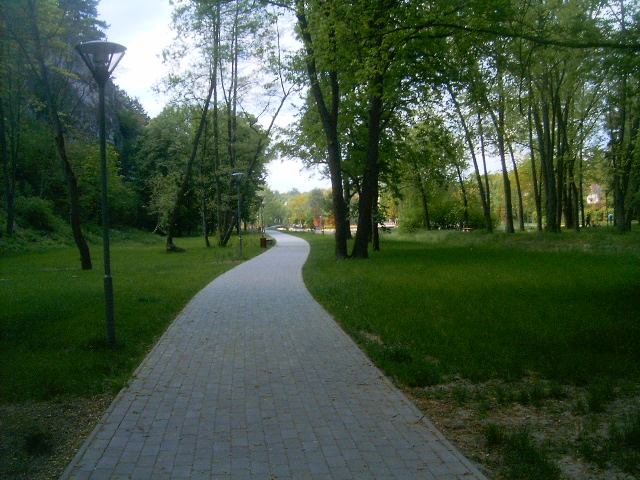

A Veszprémvölgybe nyugatról folyik be a Séd patak, itt a völgy kinyílik. A Veszprémvölgy Veszprém egyik legrégebben lakott városrésze volt, már 1000 környékétől lakták. A völgyön egy kövezett bicikliút és egy gyalogút vezet át. A terület őshonos fája a szomorúfűz, de sok tűlevelű fa is található itt. Van egy kis tó is, ami az 1961. május 1-jén átadott, és az 1970-es évekig működő Vidámpark csónakázótava volt. A vidámparknak volt kisvasútja, egy volt megálló most pihenőként üzemel. A vidámparkban volt még egy óriáskerék, egy rakéta- és egy csónak-körhinta, egy csacsifogat és kisebb játszótéri játékok. A park alig tíz évig virágzott, utána népszerűsége ellenére a fenntartásához szükséges pénzt csökkentették. A kis tó élővilága újraéledt az utóbbi tíz-tizenöt évben, ezt lehet megcsodálni a tó szigetéről, ahova híd vezet be. Két játszótér van a területen. A Népmesék játszótér az A part alatt című népdalt örökíti meg. A környező sziklafalat mászni lehet. A völgy a keleti végén egybenyílik a festői Fejes-völggyel. A régi vidámpark területe, a Betekints-völgy, de az egész Séd-völgy fenn van Magyarország védett természeti területeinek listáján. Két műemlék van itt: a Jezsuita kolostor és a Veszprémvölgyi apácakolostor.

### Jezsuita templom

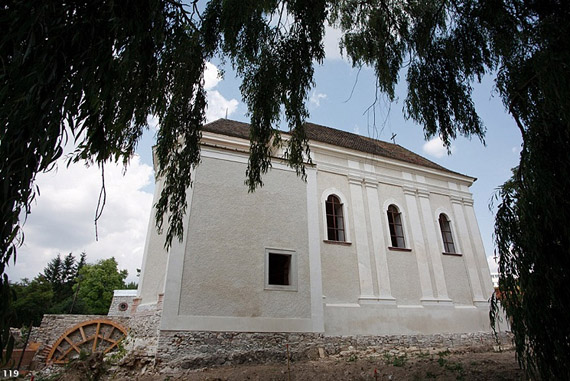
A templom oldalról

A török hódoltság után a domonkos apácák birtokait és a kolostor romjait a győri jezsuiták kapták meg 1625-ben, majd a régi templom maradványain, közvetlenül a kolostor mellé, annak köveit felhasználva 1747-ben kezdték építeni a ma is látható új barokk templomot, amely teljesen soha nem készült el. A kőfaragásokban, stukkódíszekben gazdag nagyméretű templom falai már készen álltak, ám mielőtt befejezhették volna, II. József feloszlatta a rendet. Ebből kifolyólag a templomot soha nem szentelték fel, és a jezsuita szerzeteseknek el kellett hagyniuk Veszprémet, kiknek helyébe senki sem lépett. A völgyben az egyházi szellemi élet a 18. század végére fokozatosan megszűnt.
A ’60-as években az állatkert és a vidámpark létesítésekor sátortető került a maradványokra, és utána múzeumi raktárként használták. Az 1990-es években a Kincstári Vagyoni Igazgatóság vette át a kezelését, ekkor tervet készítettek a felújítására is.
2009-ben Veszprém Megyei Jogú Város Önkormányzata húsz évre vagyonkezelésbe vette a templomot és az egykori veszprémvölgyi apácakolostor romjait.
A templom most kiállítások és hangversenyek színhelyeként szolgál.

### A Veszprémvölgyi apácák kolostorának romjai

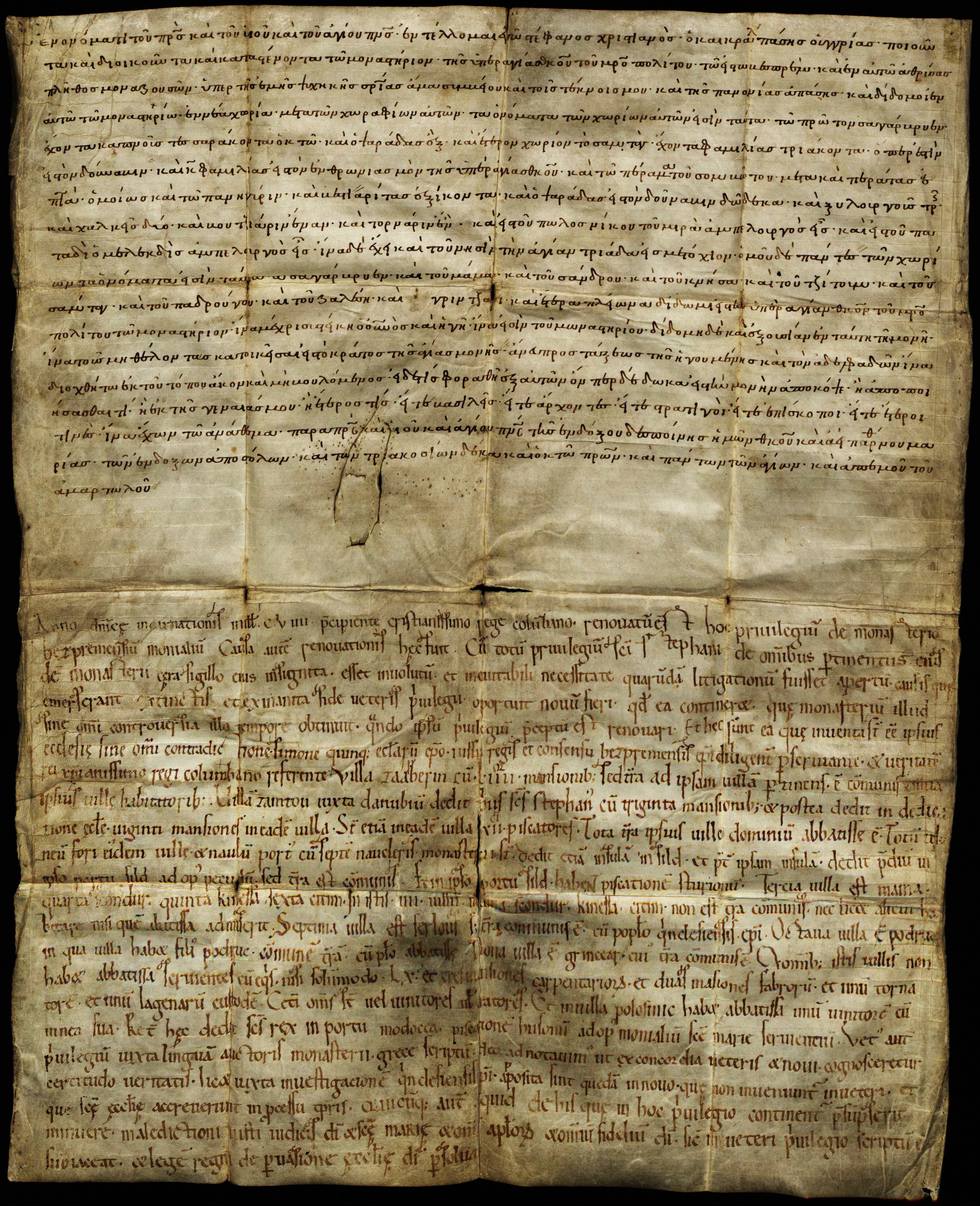
Az alapítólevél

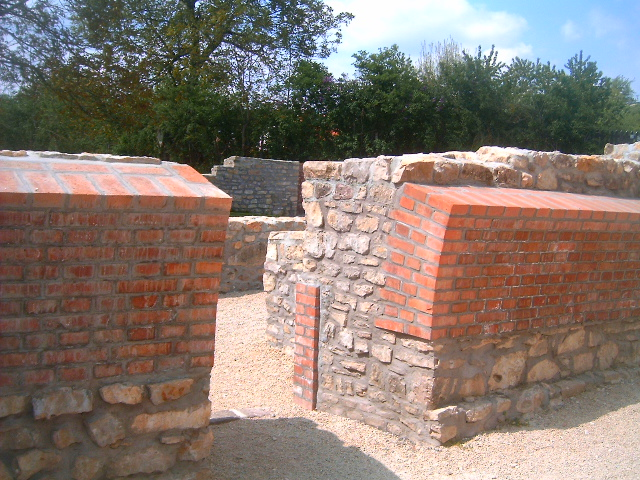
A boltív oldalról

Az veszprémi településmagoktól elkülönülten, a Séd-völgy nyugati részén (Veszprémvölgy, más néven Betekints-völgy) kapott helyet a Szűz Mária-apácakolostor. A kolostor az első apácazárda és nevelőintézet volt Magyarországon, melynek feladata az volt, hogy az előkelő magyarok leányait a keresztény hit igazságaira oktassák, s a nyugati udvaroknál otthonos műveltség, finom modor, jóízlés és művészi kézimunka titkaiba beavassák.

A veszprémvölgyi apácakolostor alapítását a történeti adatok I. István magyar királyhoz kötik.
Úgy tartják, hogy a görög apácák kolostorához közeli völgyben zajlott István és Koppány csatája is.
A kolostor ismeretlen keltezésű, Veszprémvölgyi oklevél néven is ismert görög nyelvű alapítólevele I. Kálmán 1109-es átiratában maradt ránk, mely szerint a király több falut adományoz nekik, óriási javadalommal. Az átirat a Magyar Országos Levéltár legkorábbi eredeti dokumentuma.
Annyi bizonyos, hogy a bazilita apácák kolostorának alapítása megelőzte a püspökség alapítását. Az ortodox keresztény kolostort István valószínűleg fia, Szent Imre herceg feleségének, egy bizánci hercegnőnek a kíséretében érkező Szent Vazul rendjéhez tartozó apácák számára hozta létre. A görög szertartású apácák azért is állhattak különös megbecsülésben, mert jártasak voltak a híres bizánci műhímzésben. Vannak, akik azonban letelepítésüket a már mélyen vallásos Sarolt fejedelemasszonynak – Szent István édesanyjának – tulajdonítják, hiszen ő Bizáncban keresztelkedett.
Újabban azonban mindinkább az a vélemény hódít teret, hogy nem görög, hanem Bajorországból betelepített benedekrendi apácák működtek a veszprémvölgyi kolostorban, akik Gizella kíséretében hazulról, Regensburgból érkeztek.
A nőnevelés mellett a veszprémvölgyi apácák feladata volt az országban épülő templomok egyházi ruhákkal való felszerelése. Korabeli emlékek alapján ugyanis az egyházak felállításánál Szent István magára vállalta az egyházi ruhák előállítását, míg papokat és könyveket adni a püspökök dolga volt. A templomok egyházi ruhákkal, díszes terítőkkel és misemondó ruhákkal való felszerelésének feladata így Gizella királynéra hárult, aki ezt udvarhölgyeivel, de főként a veszprémvölgyi apácákkal végezte. Valószínűleg a veszprémvölgyi apácák 1020 körül alapított monostorában készült az a miseruha, amelyet 1031-ben a monostor apácái varrtak a székesfehérvári bazilika számára bíborselyemből és díszítettek sodrott aranyszálakkal, és amely később a magyar királyok koronázási palástja lett. A hagyomány szerint a palást készítésében maga Gizella királyné is részt vett. Erre a palást latin felirata engedett következtetni: „Casula haec operata et data est ecclesiae s. Mariae sitae im Civitate Alba: Anno incarnationis Christi MXXXI, Indictione XIIII. a Stephano Rege et Gisla Regina” („E misemondó ruhát Szűz Mária Fehérvár városban lévő egyházának készítetté és adá Krisztus megtestesülésének 1031. évében, az adókivetés 14. esztendejében István király és Gizella királyné”).
A kolostorhoz keletelt templom tartozott, egyenes szentélyzáródással, nyugati végén négyzetes toronnyal. Később az északi falához kápolnát építettek, benne kriptával. Ezeket azonban nem sokra rá el is bontották, mert új templomot építettek a korábbitól északra, 25 méter hosszú hajóval és a nyolcszög három oldalával záródó szentéllyel.
1240 környékén, IV. Béla király kérésére az ortodox apácák helyét ciszterciek vették át. Az ő nevükhöz köthető a kolostor helyreállítása és kibővítése a 14. század végén. Az 1387-ben Konch mesterrel megkötött szerződés megmaradt az utókornak: megrendelték többek között a torony beboltozását, új épületrész emelését, betegszoba, ebédlő építését, kőből és cserépből kemencék felhúzását, boltozott vízvezeték, csatorna, vízöblítéses árnyékszékek kialakítását, mindezek vakolását, meszelését, burkolását. A részletes felsorolás különleges építéstechnikai érték, utal arra, hogy egy korszerű, korához képest igencsak jól felszerelt kolostor működött itt. A zárda végül, hasonlóan a Szent Katalin domonkos apácakolostorhoz, 1552-ben, Veszprém török ostromakor néptelenedett el. Az apácák értékeikkel, levéltárukkal együtt Körmendre vonultak, birtokaikat sem gondozta senki. Már csak a falak alapjai láthatók, de azok jó állapotban.

## Fejes-völgy
A Veszprémvölggyel ellentétben ez a völgy nem rendelkezik nagyobb történelmi múlttal, de ez is fontos szerepet játszott Szent István életében. A néphagyomány szerint István Koppánnyal Veszprém környékén vívta sorsdöntő csatáját, majd ebben a völgyben fejeztette le és daraboltatta fel, hogy testrészeit szétküldje az országba elrettentésül. Ezóta hívják a helyet Fejes-völgynek. A történet feltehetően nem igaz, ugyanis nem találtak semmi arra utaló bizonyítékot, hogy Koppányt itt végezték volna ki. A terület sokáig érintetlen volt, de amikor a város terjeszkedése megindult, szeméttelep lett. A 19. század elején leirtották a terület őshonos fáit, a tölgyeket, és feketefenyőt telepítettek helyére. Csak az 1950-es években éreztek rá e terület szépségére. Elkészítették az első terveket, és elindították a levelezést az állatkertbe fajokért. Veszprémi fiatalok, idősek és egyetemisták segítségével 1958. augusztus 2-án átadták Magyarország harmadik állatkertjét. Az állatkertet a híres magyar Afrika-kutatóról, Kittenberger Kálmánról nevezték el.

### Kittenberger Kálmán Növény- és Vadaspark

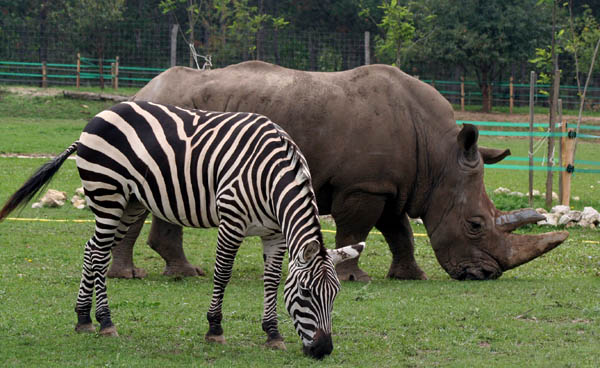
Zebra és orrszarvú

Az állatkert, hivatalos nevén a Kittenberger Kálmán Növény- és Vadaspark, alapítása óta mind területileg, mind minőségileg sokat fejlődött, Veszprém egyik leghíresebb része lett. A félszáz éves állatkert majdnem 90 állatfajt, több mint 300 állatot és sok élőhelyet tud bemutatni. Sok állatfaj csak itt tekinthető meg Magyarországon, emellett a park fajmegmentési-projektekben is részt vesz. A látogatók kedvencei közé tartoznak az Afrika-szavanna kifutó, a Csimpánzvilág, az ázsiai elefántok, és a borjúfókák. Az állatkert mára kinőtte a Fejes-völgyet, és kiterjeszkedett a völgy mellett található Gulya-dombra. Az állatok és növények bemutatásán kívül játszóházakat, rendezvényeket és erdei iskolát szervez. Az állatkert az év minden napján nyitva tart.

## A vár alatt
Noha a vár és a Benedek-hegy nem tartozik a Séd-völgyi területek közé, de mivel a hegy lábánál fut a patak, ezért róla is szólni kell. A Benedek-hegy kedvelt hely a veszprémiek körében, mert gyönyörű kilátása van a város egészére. Területére terveztek egy kálváriát, de csak az 1904-ben felállított kereszt látható. A keresztig kiépített út vezet padokkal, szemetesekkel, de a kereszt után nincs semmi. A hegy alatt lakók érdekében a hegy be van kamerázva.
A hegy alatt egy nagy közpark terül el. Ez a terület csak az utóbbi években épült ki igazán. A park egyik végén van egy szökőkút, s ennek vizét vezeti végig a parkon egy vízi labirintus. Zöldterületnek is gyönyörű, a növényzet cseréje 2010-ben történt meg, amikor rózsákat, bokrokat helyeztek el.

### Margit-romok

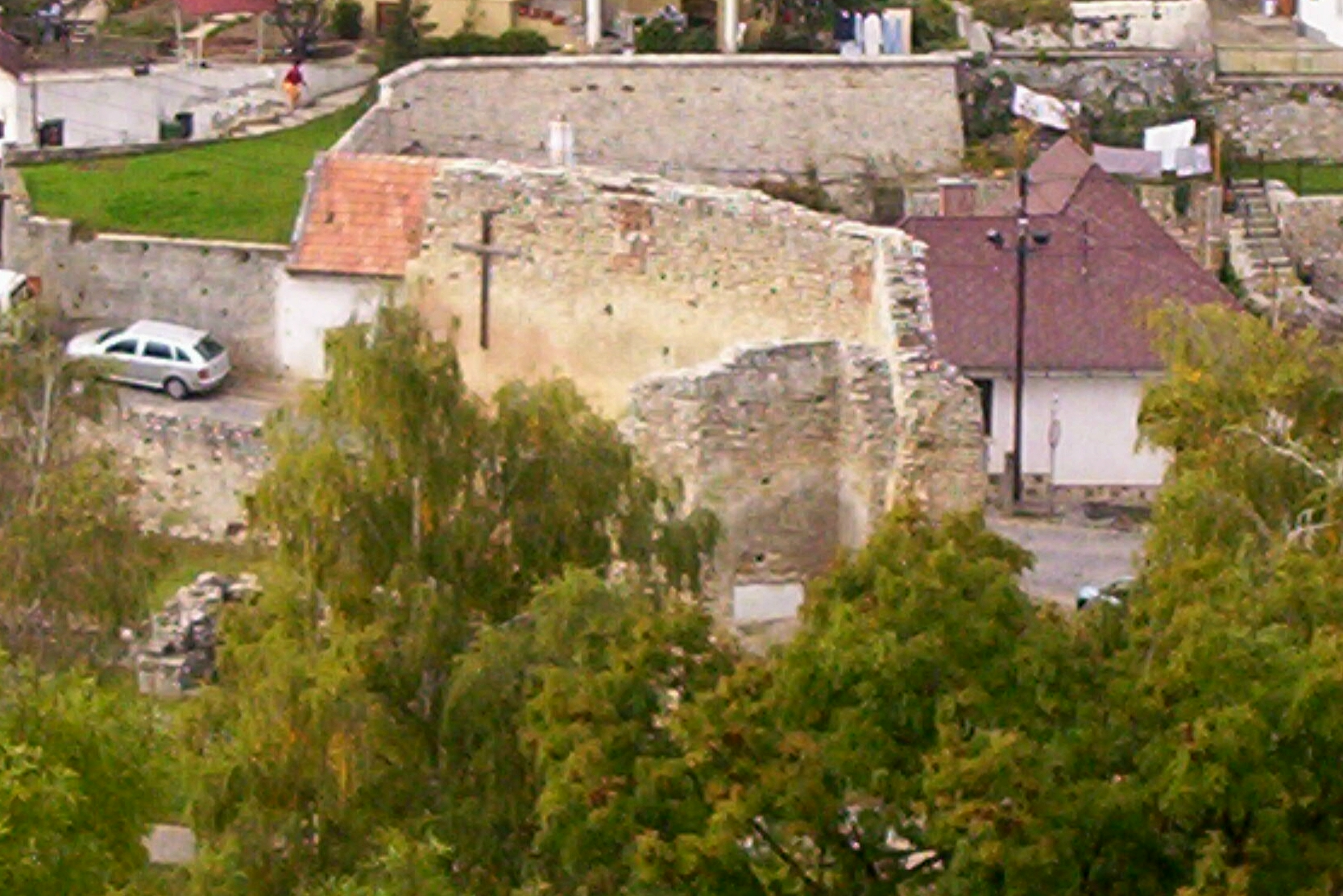
Margit-romok távolról

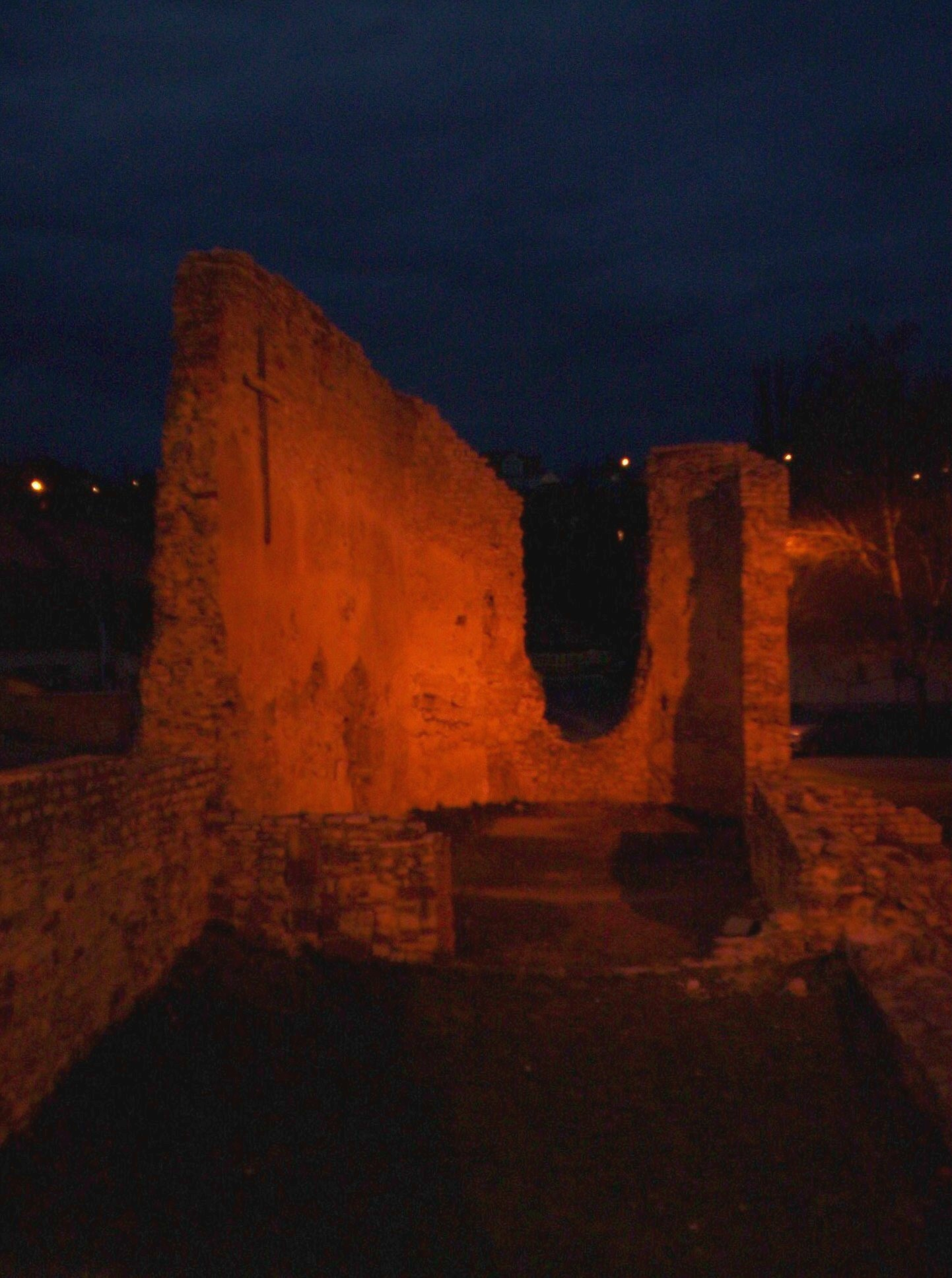
A Margit-romok este, díszkivilágításban

A Szent Katalin domonkos apácakolostor romjai, amiket a köznyelv csak Margit-romoknak nevez, Veszprém Dózsaváros nevű városrészében, a Séd partján lévő Margit téren találhatók.
A kolostort a hozzá tartozó templommal együtt Bertalan, Veszprém püspöke alapította 1240-ben. Lakói, a Domonkos-rendi apácák és – kisebb számban – szerzetesek, nem sokkal korábban, az 1220-as években jelentek meg Magyarországon.
A Sümeg melletti Ereken készült alapítólevél a veszprémi Szent Benedek-hegy alatt már épülő Szent Katalin-kolostor fenntartásához szükséges anyagi javakról gondoskodik.
A Szent Domonkos előírásait követő női kolostorok a belső misztikus jámborság őrhelyei voltak, önfeláldozó szeretettevékenységet folytattak, beteget gondoztak, bélpoklosokat ápoltak. A kolostor lakói a lehető legegyszerűbben étkeztek, hús csak a betegeknek juthatott. A zárda főnökasszonya tanította a zárda kis növendékeit a Biblia tanításaira, betűvetésre, olvasásra, éneklésre.
1246-tól 1252-ig Szent Margit, IV. Béla király lánya is a kolostor lakója volt, mielőtt a Nyulak szigetére, a mai Margit-szigetre költözött volna át. Innen ered a romok köznyelvi elnevezése is. 1241-ben a tatárok Batu kán vezetésével betörtek az országba, IV. Béla király udvartartásával együtt Dalmáciába menekült. A királyi pár menekülése közben születendő gyermekük életét Istennek ajánlotta, amennyiben az ország megmenekül a tatárvésztől. Batu kán visszavonulása után Béla király fogadalmát betartva, a hároméves Margitot a veszprémi Szent Katalin-kolostor nővéreire bízta.
A zárda priorája, Ilona nővér hét éven át volt Margit királylány nevelője. Ilonát halála után boldoggá avatták csodálatos látomásaiért, tetteiért, valamint a testén megjelenő, Krisztus szenvedéseit idéző stigmákért.
1252-ben elkészült a Pest és Buda közötti Nyulak szigetén az új kolostor, ahová Margit királylány apácatársnőivel együtt átköltözött. Itt élt 1270. január 18-án bekövetkezett haláláig.
Margit boldoggá avatási perét sohasem fejezték be, tiszteletét 1789-ben hivatalosan is engedélyezték. Szentté avatására 1943-ban került sor.
A Szent Katalin-kolostornak számos birtoka volt az őt övező városrészben és a Veszprém környéki településeken. A városrész idővel maga is átvette a zárda védőszentjének nevét, és Szentkatalinszegként kezdték el hívni.
A 13. századi kolostor temploma hosszú hajóval és egyenes záródású szentéllyel épült. A templom nyugati kapuja előtt előcsarnok volt. A kolostorhoz tartozó templomot a 15. és a 16. század fordulóján késő gótikus stílusban építették át; egyes stílusjegyek, például a csúcsívek nyomai még ma, a romokon is megfigyelhetők.
Az épületegyüttes déli része teljesen eltűnt, helyén házak épültek; az északi rész romosan bár, de szerencsére fennmaradt. Ma is magasan áll a templom késő gótikus szentélyének északi fala, amelyet egy nagy fakereszttel jelöltek meg. A templom többi falát és a kolostor kerengőjének részletét 1936-ban tárták föl. 1490 körül épülhetett a templom elpusztult téglabordás hálóboltozata. Találtak az ásatás során reneszánsz építészeti részleteket is. A kolostor nagyobb részén ma kertek vannak, illetve újkori lakóházak állnak.

## A Szerelem-sziget

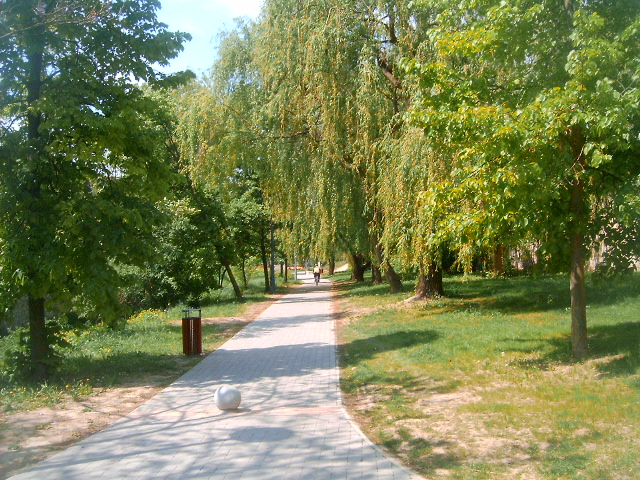

Szerelem-szigetnek hívják a Séd partjának egy veszprémi szakaszát. Eredetileg két ágon futott itt a patak (ezért hívják mindmáig szigetnek), de ahogy egyre több vizet fogyasztott Veszprém, úgy egyre több forrást vettek el a pataktól és a vízvezetékrendszerhez csatolták. Ezért a patak vize egyre fogyott, míg végül az egyik ág teljesen kiszáradt. A terület fent van Magyarország védett természeti területeinek listáján is. Törzskönyvi száma: 18/73/TT/07, védettségi szintje: helyi jelentőségű, védelmi kategóriája: TT, kiterjedése: 1,71 hektár, ebből semmi nem fokozottan védett 2007 óta. Területén van egy játszótér, ami Veszprém várát ábrázolja. Egész területe kivilágított.

### A régi malom

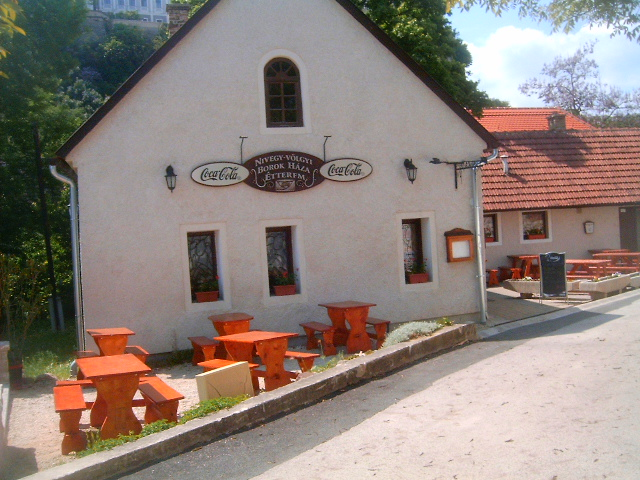
A malomban most vendéglő működik

A malom építésének pontos ideje ismeretlen, de mint káptalani malom, már a 13. században létezett. Feltehetően a Veszprémi Káptalan építette a középkorban, a vár északi oldalán, a püspöki palota alatti Séd vízárok északi oldalán. Külön malomárkot építettek, amelyen az átfolyó víz korábban öt alulcsapott vízikerékkel hajtotta a malmot. A Séd főárok és a malomárok közötti szigetrészen, közvetlen a malom szomszédságában található az úgynevezett „Urkut”, amely vízzel látta el a várat és környékét.
Ide építették az 1750-es években azt a vízemelő gépet, ami a vár átépítéséhez szállított vizet. A malom a víz mellé Kelet-Nyugati irányban földszintesen, valószínűleg nádfedéssel épült. A malmot rendszeresen bérlők üzemeltették, már a török pusztítás előtt is létezett a káptalan tulajdonaként. 1892-től Frick József üzemeltette.
Az 1890-es évekig csak kövekkel őröltek, és csupán egy alulcsapott kerék hajtotta. A teljesítménye napi 2–5 mázsa lehetett. Az 1900-as években korszerűsítették, új hengerszéket kapott, és napi teljesítménye 10 mázsára nőtt. A korszerűsítés után 2 db 11/a Ganz hengerszék, 2 db hasábszita, 1 db obleiter, 1 db koptató és 1 pár 38”-os malomkő működött a malomban. 1933-tól már csak darálóként működött. 1953-ig még a Frick család üzemeltette, majd 1962-es végső leállításig a FÖLDSZÖV vette át. A vizet a malomárokból elvezették, így az lassan betemetődött. A külső kerék tönkrement, de a belső fogaskerék a mai napig megvan.
A malommal szembeni „Urkut” és az 1760-as években emelt épület ugyancsak megvan. A vízvezetéket már valószínűleg régebben felszedték. A malom mellett 1968-ban történt csatornázásnál, földbe süllyesztett, fából készült csatornát találtak az északi oldalon. Az épületben később a Malom borozó, majd a Nivegy-völgyi borok háza kapott helyet.

## Képek a parkról

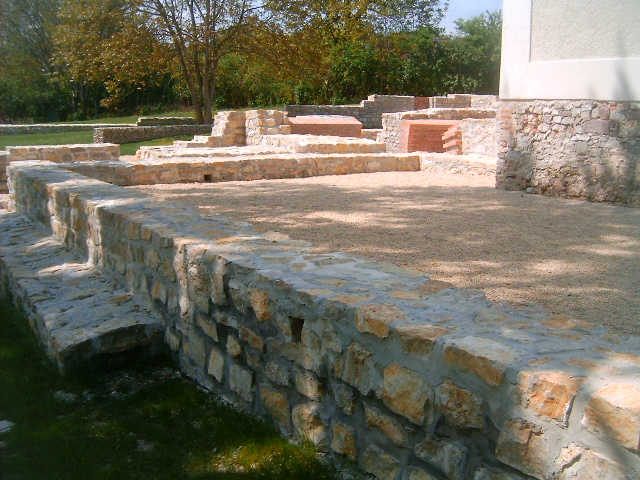
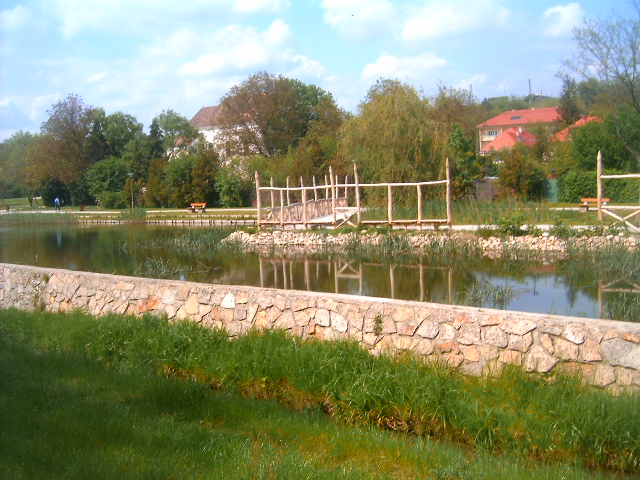
A volt csónakázótó
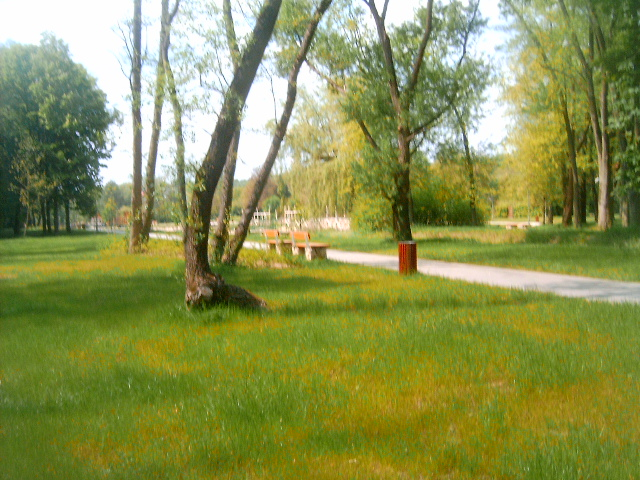
Füves terület Veszprémvölgyben
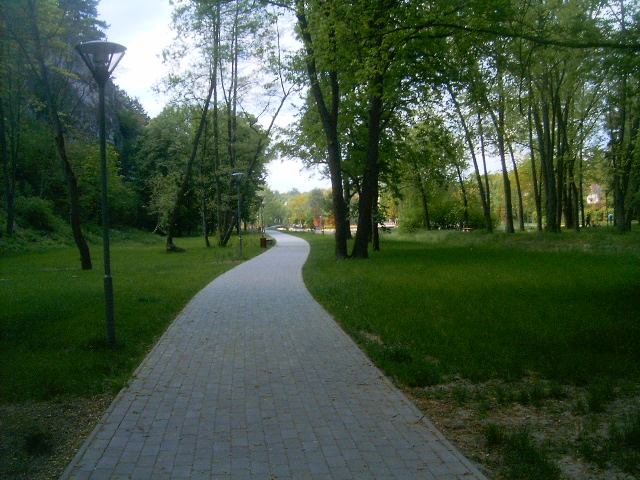
A Veszprémvölgy
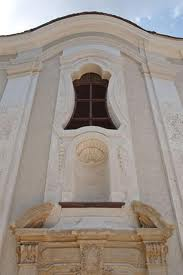
A jezsuita templom homlokzata
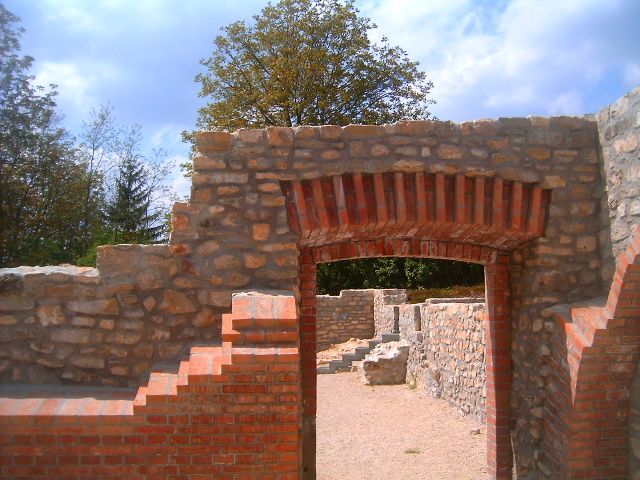
A kolostorrom egyik átjárója
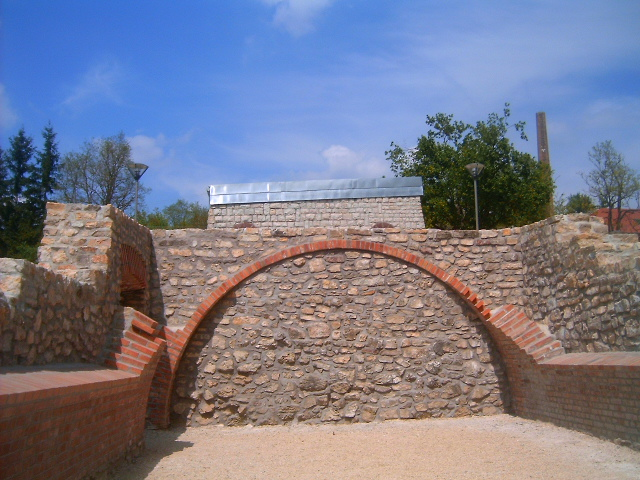
A kolostorrom boltíve szemből
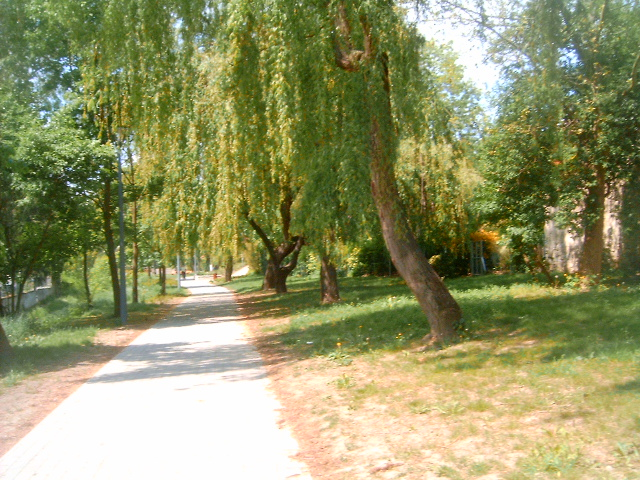
A Szerelem-sziget

## Ajánlott irodalom
- Géczi János (szerk.): A Séd völgye Veszprémben. Kiadó: Bősze Ferenc, 2000, Veszprém. ISBN 963-440-019-1.
- Kiss Tamás: Veszprém: a nyugati Séd-völgy és Vadaspark - T-K-M- kötet 1987.
- Balassa László – Kralovánszky Alán: Veszprém. Bp., 2006
- Hungler József: Veszprém településtörténete, Eötvös Károly Megyei Könyvtár, Veszprém, 1988
- Gy. Lovassy, Klára: Szent Katalin-kolostor – Margit-romok; Veszprém-völgyi kolostor és jezsuita templomrom